# けんき
けんき（1993年5月21日 - ）は、元プロゲーマー、ストリーマー、YouTuberである。本名は野間 賢樹（のま けんき）。
「ZETA DIVISION」クリエイター部門所属ストリーマー。

## 人物

### プロフィール
愛称は「ハンマーヘッドシャーク」、「詐欺師」、「銀杏」。
詐欺師という愛称に関しては、占い師に「あなたには詐欺師の才能がある」と言われるほどである。
身長174cm。
かつて、ゲーム『レインボーシックス シージ』で活躍した選手であり、現在では様々なゲームをプレイしていたり雑談配信後を行うストリーマー。
格闘ゲームにも触れており、使用キャラは、ストリートファイターV CEではラシード、ストリートファイター6ではリュウ、鉄拳8ではヴィクター。

### 経歴
京都府京都市山科区出身。京都産業大学卒業。
てるしゃんが代表を務めるHOMEと、けんきが代表を務める学校長が合併する形で2016年、プロゲーミングチーム父ノ背中の創立メンバーの一人として旗揚げに参加、副代表を務める。
2016年9月3日 ESL CC4にて優勝し、レインボーシックス シージでアジア1位。
2019年3月8日、自身が監修をつとめるファッションブランド「neutoronica PROJECT」を設立。
2019年3月27日 Rainbow Six Pro League Season 9 Asia Pacific: Japanに参戦し3位。
2021年7月1日、コスプレイヤーのえなこと熱愛が文春オンラインから報じられる。
2022年10月1日、自身が監修をつとめるエナジードリンクである「eNERGY HACK」をドン・キホーテの全国30店舗で販売。
2023年8月3日、自身が監修をつとめるFPSゲーム「Project F」をリリース。
2024年1月31日、父ノ背中の脱退を発表。
2024年2月21日、プロゲーミングチーム、ZETA DIVISIONのクリエイター部門に移籍を発表。